# Patinatge de velocitat en pista curta als Jocs Olímpics d'hivern de 2006 - 1.000 metres femenins
Als Jocs Olímpics d'Hivern de 2006 celebrats a la ciutat de Torí (Itàlia) es disputà una prova de patinatge de velocitat en pista curta sobre una distància de 1.000 metres en categoria femenina que formà part del programa oficial dels Jocs.
La prova es disputà entre els dies 22 i 25 de febrer de 2006 a les instal·lacions del Torino Palavela. Hi participaren un total de 29 patinadores de 20 comitès nacionals diferents.

## Resum de medalles
| Or         | Argent    | Bronze        |
| Jin Sun-Yu | Wang Meng | Yang Yang (A) |

## Resultats

### Ronda preliminar
Els dos millors temps de cada ronda es classifica per a quarts de final. Una de les patinadors, Yvonne Kunze, fou repescada per obstrucció d'una rival.
Ronda 1
| Pos. | Nom            | Temps    | Notes |
| ---- | -------------- | -------- | ----- |
| 1    | Tania Vicent   | 1:33.904 | Q     |
| 2    | Mika Ozawa     | 1:33.977 | Q     |
| 3    | Ri Hyang Mi    | 1:34.360 |       |
| 4    | Katalin Kristo | 1:34.506 |       |

Ronda 2
| Pos. | Nom                | Temps    | Notes |
| ---- | ------------------ | -------- | ----- |
| 1    | Yang Yang (A)      | 1:34.878 | Q     |
| 2    | Tatiana Borodulina | 1:34.988 | Q     |
| 3    | Sarah Lindsay      | 1:35.539 |       |

Ronda 3
| Pos. | Nom            | Temps          | Notes |
| ---- | -------------- | -------------- | ----- |
| 1    | Hyo-Jung Kim   | 1:36.182       | Q     |
| 2    | Erika Huszar   | 1:36.515       | Q     |
| 3    | Julia Elsakova | 1:36.885       |       |
|      | Aika Klein     | desqualificada |       |

Ronda 4
| Pos. | Nom               | Temps    | Notes |
| ---- | ----------------- | -------- | ----- |
| 1    | Evguènia Radànova | 1:35.765 | Q     |
| 2    | Choi Min-Kyung    | 1:36.745 | Q     |
| 3    | Han Yueshuang     | 1:37.883 |       |

Ronda 5
| Pos. | Nom               | Temps    | Notes |
| ---- | ----------------- | -------- | ----- |
| 1    | Jin Sun-Yu        | 1:31.504 | Q     |
| 2    | Arianna Fontana   | 1:32.033 | Q     |
| 3    | Kateřina Novotná  | 1:32.220 |       |
| 4    | Stephanie Bouvier | 1:33.197 |       |

Ronda 6
| Pos. | Nom            | Temps          | Notes |
| ---- | -------------- | -------------- | ----- |
| 1    | Choi Eun-Kyung | 1:38.414       | Q     |
| 2    | Emily Rosemond | 1:39.942       | Q     |
| 3    | Yvonne Kunze   | 1:40.166       |       |
| -    | Marta Capurso  | desqualificada |       |

Ronda 7
| Pos. | Nom               | Temps    | Notes |
| ---- | ----------------- | -------- | ----- |
| 1    | Wang Meng         | 1:37.161 | Q     |
| 2    | Liesbeth Mau Asam | 1:38.039 | Q     |
| 3    | Evita Krievane    | 1:38.039 |       |

Ronda 8
| Pos. | Nom              | Temps    | Notes |
| ---- | ---------------- | -------- | ----- |
| 1    | Amanda Overland  | 1:33.761 | Q     |
| 2    | Kimberly Derrick | 1:33.812 | Q     |
| 3    | Yuka Kamino      | 1:33.959 |       |
| 4    | Rozsa Darazs     | 1:34.059 |       |

### Quarts de final
Els dos millors temps de cada quart de final passen a semifinals. Dues patinadores, Yang Yang (A) i Tania Vicent, foren repescades i passaren a semifinals per obstrucció d'altres competidores.
Quarts de final 1
| Pos. | Nom                | Temps          | Notes |
| ---- | ------------------ | -------------- | ----- |
| 1    | Jin Sun-Yu         | 1:33.351       | Q     |
| 2    | Wang Meng          | 1:33.453       | Q     |
| 3    | Emily Rosemond     | 1:37.627       |       |
| -    | Tatiana Borodulina | desqualificada |       |

Quarts de final 2
| Pos. | Nom               | Temps          | Notes |
| ---- | ----------------- | -------------- | ----- |
| 1    | Choi Eun-Kyung    | 1:32.875       | Q     |
| 2    | Amanda Overland   | 1:33.012       | Q     |
| 3    | Liesbeth Mau Asam | 1:34.034       |       |
| -    | Kimberly Derrick  | desqualificada |       |

Quarts de final 3
| Pos. | Nom               | Temps          | Notes |
| ---- | ----------------- | -------------- | ----- |
| 1    | Arianna Fontana   | 1:33.401       | Q     |
| 2    | Yvonne Kunze      | 1:33.627       | Q     |
| 3    | Erika Huszar      | 1:34.080       |       |
| 4    | Yang Yang (A)     | 1:59.338       | ADV   |
| -    | Evguènia Radànova | desqualificada |       |

Quarts de final 4
| Pos. | Nom            | Temps          | Notes |
| ---- | -------------- | -------------- | ----- |
| 1    | Hyo-Jung Kim   | 1:34.164       | Q     |
| 2    | Mika Ozawa     | 1:34.715       | Q     |
| 3    | Tania Vicent   | 1:35.594       | ADV   |
| -    | Choi Min-Kyung | desqualificada |       |

### Semifinals
Els dos primers temps passen a la Final A, alhora que els tercers i quarts temps passen a la final B.
Semifinal 1
| Pos. | Nom            | Temps    | Notes |
| ---- | -------------- | -------- | ----- |
| 1    | Wang Meng      | 1:31.783 | QA    |
| 2    | Choi Eun-Kyung | 1:32.099 | QA    |
| 3    | Tania Vicent   | 1:32.650 | QB    |
| 4    | Yvonne Kunze   | 1:36.765 | QB    |
| 5    | Hyo-Jung Kim   | 1:54.187 |       |

Semifinal 2
| Pos. | Nom             | Temps    | Notes |
| ---- | --------------- | -------- | ----- |
| 1    | Jin Sun-Yu      | 1:32.546 | QA    |
| 2    | Yang Yang (A)   | 1:33.080 | QA    |
| 3    | Amanda Overland | 1:33.102 | QB    |
| 4    | Arianna Fontana | 1:33.228 | QB    |
| 5    | Mika Ozawa      | 1:33.337 |       |

### Finals
Final A
| Pos. | Nom            | Temps          |
| ---- | -------------- | -------------- |
| 1    | Jin Sun-Yu     | 1:32.859       |
| 2    | Wang Meng      | 1:33.079       |
| 3    | Yang Yang (A)  | 1:33.937       |
| -    | Choi Eun-Kyung | desqualificada |

Final B
| Pos. | Nom             | Temps    |
| ---- | --------------- | -------- |
| 1    | Tania Vicent    | 1:34.099 |
| 2    | Amanda Overland | 1:34.191 |
| 3    | Arianna Fontana | 1:34.269 |
| 4    | Yvonne Kunze    | 1:34.789 |